# 市川信愛
市川 信愛（いちかわ のぶちか、1924年4月21日 ‐ 2002年4月2日）は日本の商学者（華僑論）。元九州国際大学教授。元宮崎大学教授。文学博士。長崎県出身。

## 略歴
1944年東亜同文書院大学入学。その後、九州大学法文学部を卒業し、GHQ経済科局農水産省総合研究所、長崎県経済研究所、長崎大学商業短期大学、宮崎大学教育学部教授を経て1989年九州国際大学国際商学部教授に就任。
華僑社会経済、金門華僑関係の研究活動が顕著である。2000年8月には中華民国福建省の金門島に調査に入り現地でシンポジウムも開催した。

## 要著
- 華僑社会経済論序説　　　九州大学出版会　1987年
- 現代南洋華僑の動態分析　九州大学出版会　1991年
- 華僑社会の特質と幇派 その歴史的変容過程の研究　須山卓共著 長崎大学東南アジア研究所 1976（東南アジア研究叢書）

## 論文
- <市川信愛